# 千葉一磨
千葉 一磨（ちば かずま、1996年2月12日 - 、本名同じ）は、日本の俳優。神奈川県出身。ニチエンプロダクション所属。早稲田大学卒業および早稲田大学大学院修士課程修了。

## 来歴
最初は赤ちゃんモデルとして芸能界に入り、2002年にニチエンプロダクションへ加入してから子役としての活動を本格的に開始する。2006年からはNHK教育『天才てれびくんMAX』にてれび戦士として4年間にわたって出演した。
2008年には『天才てれびくんMAX』の番組内コーナーで、同じくてれび戦士として出演していた笠原拓巳とお笑いコンビ「ナンダーMAX」を結成し、ボケ担当として「M-1グランプリ2008」に出場した。この時は予選1回戦を突破したものの、続く2回戦にて敗退した。「ナンダーMAX」としては再び2015年にも「M-1グランプリ2015」に出場したものの、この時も2回戦にて敗退している。
2014年9月に早稲田大学基幹理工学部表現工学科国際コースに入学する。2018年3月には『～HOME CANYON～』と名付けた「ユーザーが入力した任意の時間を測れる砂時計」の共同製作者として「WASEDAものづくりプログラム2017」における技術奨励賞を受賞し、同年9月には『Phantazuma: 視界制御フィルムとペッパーズゴーストを組み合わせた観賞位置によって異なる内容を観られる舞台機構の試作』という論文で、情報処理学会エンタテインメントコンピューティング研究会（SIG-EC）が主催する研究発表会「Entertainment Computing 2018」における「Entertainment Computing 2018 ベストペーパー賞（ノート）」を受賞した。2018年9月に早稲田大学を卒業し、2020年9月に早稲田大学大学院基幹理工学研究科表現工学専攻を修了した。2020年10月には一般社団法人日本画像学会4DFF研究会と慶應義塾大学SFC研究所ファブ地球社会コンソーシアムの共催による研究発表会「Conference on 4D and Functional Fabrication 2020（4DFF2020）」において、『Graftin' Craftin': 接ぎ木と針金かけを用いた樹木の生長過程での形状制御による収穫可能な動的機構の生成手法』と題した研究で同大会の最優秀賞となる「4DFF2020 Award」を受賞した。
2019年10月15日に山形国際ドキュメンタリー映画祭にて上映された映画『マーロン・ブランドに会う』（"Meet Marlon Brando"、メイスルズ兄弟／監督、1965年）では、台詞の翻訳と吹き替えを手掛けた。吹き替えでは主役であるマーロン・ブランドおよび他の登場人物の台詞の吹き替えを1人で担当した。

## 出演
（太字は主演）

### テレビドラマ
- 秘太刀 馬の骨（2005年、NHK総合） - 銀次郎（幼少） 役
- 花より男子（2005年、TBS）
- 金曜エンタテイメント 熱血シングル・ファザー〜新聞記者・新庄圭吾の事件ファイル〜2（2005年、フジテレビ）
- 女王の教室SP（2006年3月、日本テレビ） - 千葉一也 役
- Xenos（2007年、テレビ東京）
- 土曜時代劇 桂ちづる診察日録（2010年、NHK総合） - 佐吉 役
- 水戸黄門第42部（TBS・C.A.L） - 松平頼良 役
  - 第1話「お前は助さん 俺は格さん・江戸」（2010年10月11日）
  - 第16話「一触即発、お家騒動！ -高松-」（2011年2月7日）
- 鈴木先生（2011年4月 - 6月、テレビ東京） - 山際大成 役
- 13歳のハローワーク 第5話（2012年2月10日、テレビ朝日）マサヤ 役
- お助け屋☆陣八 第3話（2013年1月24日、読売テレビ） - 大黒拓海 役
- 家族ゲーム 第5話（2013年5月15日、フジテレビ）
- めんたいぴりり（2013年、テレビ西日本） - 海野俊之（少年時代） 役[6]
- ブラック・プレジデント（2014年、関西テレビ）三田村幸雄（少年期） 役
- 烈車戦隊トッキュウジャー　第25話（2014年、テレビ朝日） - 桃太郎 役
- 東京特許許可局 第13話（2014年9月1日、NHK Eテレ） - 西尾慶太 役
- 表参道高校合唱部!（2015年7月17日 - 9月25日、TBS） - 香川雄司（高校生時代） 役
- ドクターカー 第9話（2016年6月9日、読売テレビ） - 青年 役
- クズの本懐（2017年、フジテレビ） - 生徒 役
- さくらの親子丼 （2017年、東海テレビ・フジテレビ） - マサル 役
- 隕石家族 第7話（2020年5月23日、フジテレビ） - ラジオから聞こえる英語のナレーター 役
- 天才てれびくんhello,（2020年6月1 - 3日、2020年12月14・16日、NHK Eテレ）番組内ドラマ「時をめくるレイ」 大人ユウマ 役
- 親バカ青春白書 第3話 （2020年8月16日、日本テレビ）森田 役
- TOKYO VICE 第7話・第8話（2022年4月、HBO Max・WOWOW） - 戸澤ユウマ 役

### バラエティ
- 天才てれびくんMAX（2006年4月 - 2010年3月、NHK教育）てれび戦士
- バゲット （2018年11月29日 - 2023年3月30日、日本テレビ）「ヒゲットさんのパンの耳」コーナー　リポーター不定期出演

### ドキュメンタリー
- GO!GO!九ちゃんフィッシング（2017年10月21日 - 2018年6月9日放送分まで、TOKYO MX）準レギュラー不定期出演
- がんばる!畜産!3「なるほど!畜産現場」（2019年9月17日 - 、グリーンチャンネル）リポーター・ナレーション
- がんばる!畜産!4「なるほど!畜産現場」（2020年10月12日 - 、グリーンチャンネル）リポーター・ナレーション
- がんばる!畜産!5「なるほど!畜産現場」（2021年10月7日 - 、グリーンチャンネル）リポーター・ナレーション

### 語学番組
- 旅するためのフランス語 第1シーズン（2021年9月30日 - 2022年3月24日、NHK Eテレ1）
- 旅するためのフランス語 第2シーズン（2022年9月27日 - 2023年3月21日、NHK Eテレ1）

### 映画
- ICHI（2008年）藤平十馬（幼少） 役
- 地獄でなぜ悪い（2013年）

### 吹き替え
- マーロン・ブランドに会う（2019年10月15日 山形国際ドキュメンタリー映画祭上映版）マーロン・ブランドなど

### 舞台
- 瀬川瑛子・中条きよし特別公演 花吹雪・春爛漫物語（2004年）伊三郎 役
- 34丁目の奇跡〜Here's Love〜（2004年）トミー・マーラ 役
- OUT OF ORDER（2007年）
- 朗読劇『グリムの森』（2012年）かける 役
- めんたいぴりり（2015年）海野俊之（学生時代） 役
- 守ってあげたい（2016年）
- ACT GAME（2018年）
- イキザマ3（2018年）
- 幕末太陽傅 外伝（2019年）若衆かね次 役
- YELL!（2019年）花山博之 役
- ミス・キャスト（2019年）相沢タケル 役
- 米寿の伝言（2019年）
- 普通じゃない普通（2019年）
- どうせ死ぬなら強火がいい（2021年）
- 天才てれびくん the STAGE 〜バック・トゥ・ザ・ジャングル〜（2021年） 千葉一磨 役
- ハリー・ポッターと呪いの子  (2022年 - )

### CM
- ECCジュニア
- イオン
- 京成スカイライナー
- Bekko game 「戦国布武 ～我が天下戦国編～ 戦国布武（ヴ）じゃ!篇」（2019年）
- ニトリ 「電動リクライニングベッド」（2020年）
- ライオン 「ストッパ下痢止めEX」（2020年）

### ネット配信
- NTTブロードバンド（2002年）
- 信用金庫CM『花咲カフェのひとびと』第3話 （2020年）
- 北海道日本ハムファイターズ PR動画（2022年）